# گلیکوژن

ساختار گلیکوژن

گلیکوژِن (glycogen) یکی از گونه‌های پلی‌ساکاریدها است که در سلول‌های جانوران برای اندوختن کربوهیدرات به‌کار می‌رود. در پستانداران، گلیکوژن در کبد و ماهیچه‌ها انبار می‌شود. این ترکیب از دید زیستی مهم است، زیرا یکی از پلی‌ساکاریدهای اصلی برای اندوخته انرژی در انسان و جانوران است و نیز به انگیزه این که در دسترس‌ترین منبع گلوکز میان‌وعده‌های غذا و در مواقع فعالیت فیزیکی است، از اهمیت فراوانی برخوردار است. گلیکوژن با استفاده از آنزیم به گلوکز تبدیل می‌شود و در روده در صورت نیاز بدن به آن با تولید آدنوزین تری‌فسفات (ATP) در سلول‌ها سوخته شده و مصرف می‌شود و در صورتی‌که بدن به آن نیاز نداشته باشد در ماهیچه‌ها ذخیره می‌شود. گلیکوژن از نظر ساختاری بسیار شبیه به آمیلوپکتین است به همین جهت آن را نشاسته جانوری نیز می‌نامند.

## تبدیل گیلیکوژن به گلوکز
نخست، آنزیم خاصی به نام فسفریلاز، گلیکوژن را به مشتقی از گلوکز به نام D-α- گلوکوپیرانوزیل ۱- فسفات، تبدیل می‌نماید. در مرحلهٔ بعد آنزیمی دیگر باعث شکستن مشتقات گلوکز به گلوکز مصرفی می‌شود. این تبدیل، در یکی از محل‌های غیر کاهنده گروه‌های قندی مولکول گلیکوژن صورت می‌گیرد و مرحله به مرحله پیش می‌رود (یک مولکول در هر بار).
به دلیل این‌که گلیکوژن بسیار شاخه‌دار است، شمار فراوانی گروه پایانی هست که آنزیم می‌تواند به آن‌ها متصل شود و مطمئن باشد که در زمان نیاز به انرژی بسیار، مقدار کافی گلوکز با شتاب آماده می‌شود.
سنتز گلیکوژن (گلیکوژنز) پس از صرف غذا زمانی که غلظت سرم و به تبع آن کبد و عضلات بالاست آغاز می‌گردد.

## کارکرد
هنگامی که یک وعده غذایی حاوی کربوهیدرات خورده و هضم می‌شود، سطح گلوکز خون افزایش می‌یابد و لوزالمعده انسولین ترشح می‌کند. قند خون از سیاهرگ دروازه‌ای وارد سلول‌های کبدی می‌شود. انسولین در یاخته‌های کبدی چندین آنزیم را تحریک می‌کند که موجب ایجاد فرایند  سنتز گلیکوژن می‌شود. مولکول گلوکز تا زمانی که انسولین و قند زیاد هستند به زنجیره گلیکوژن اضافه می‌شود. در نتیجه بعد از خوردن غذا مقدار زیادی از گلوکز خون در کبد به گلیکوژن تبدیل می‌شود.
پس از هضم یک وعده غذایی و کاهش گلوکز در خون، ترشح انسولین کاهش می‌یابد و سنتز گلیکوژن متوقف می‌شود و هنگامی که بدن احتیاج به انرژی دارد، گلیکوژن شکسته شده و دوباره به گلوکز تبدیل می‌شود. گلیکوژن فسفوریلاز کبدی آنزیم اولیه از تجزیه گلیکوژن است. سلول‌های بدن می‌توانند از گلیکوژن کبد به عنوان منبع انرژی به مدت ۸ تا ۱۲ ساعت استفاده کنند.
گلوکاگون، هورمون دیگری که توسط لوزالمعده تولید می‌شود، در بسیاری جهات به عنوان یک پادسیگنال به انسولین عمل می‌کند.